# Andover (Ohio)
Pour les articles homonymes, voir Andover.
Andover est un village du comté d'Ashtabula situé dans l’Ohio, aux États-Unis. La population compte actuellement 2 684 habitants.